# Močvarna kruščika
Močvarna kruščika (lat. Epipactis palustris) je cvijet iz porodice orhideja, a često raste uz na vlažnim travnjacima, poljima, uz potoke i izvore. Osim u Europi, raste i u Turskoj, sjevernom Iraku i Iranu, Kavkazu, Istočnom Sibiru i Središnjoj Aziji.

## Građa
Močvarna kruščika naraste 10 - 70 cm visine. Ima puzavi i dugački podanak. Stabljika joj je pri dnu gola, a prema vrhu dlakava. Listovi su raspodijeljeni po cijeloj stabljici. Donji listovi, 8 – 15 cm dugi i 2 – 4 cm široki, su duguljasti, a prema vrhu stabljike manji ušiljenog vrha i sivkastozeleni. Cvat je dug 6 – 20 cm, a na njemu cvjetovi vise. Listovi ocvijeća su zvonastorašireni. Vanjski listići ocvijeća su jajasti i prema vrhu zašiljeni, crvenosmeđi do zelenosmeđi. Unutarnji listići ocvijeća su punokraći od vanjskih i ružičaste su do crvenkaste boje. Hipohil je kratak, bijel s crvenim žilicama. Epihil je tup, okrugao, vrlo slabo izbrazdan i bijel. Jedan od drugog su odvojeni dubokom brazdom. Cvate od lipnja do kolovoza.
U Hrvatskoj močvarna kruščika raste u Gorskom kotaru, Hrvatskom zagorju, Istri, Lici i Slavoniji.

## Vanjske poveznice
- Den virtuella floran - Distribution
- Encyclopedia of Life - Epipactis palustris